# V2487 Ophiuchi
V2487 Ophiuchi, eller Nova Ophiuchi 1998, är en av cirka 10 kända rekurrenta novor i Vintergatan. Den ligger i Ormbärarens stjärnbild och upptäcktes av Kesao Takamizawa 1998. Senare upptäcktes ett tidigare utbrott på fotoplåtar från 20 juni 1900 vid Harvard College Observatory.
Stjärnan är normalt av visuell magnitud +17,5 och har vid utbrott nått magnitud 9,5.